# 44e Assemblée générale de l'Île-du-Prince-Édouard
La 44e Assemblée générale de l'Île-du-Prince-Édouard fut en séance du 2 mars 1940 au 20 août 1943. Le Parti libéral dirigé par Thane Alexander Campbell forma le gouvernement. John Walter Jones devint Premier ministre et chef de parti en mai 1943 quand Campbell accepta une nomination de juge.
Walter F. Alan Stewart fut élu président.
Il y eut quatre sessions à la 44e Assemblée générale :
| Session | Début        | Fin           |
| ------- | ------------ | ------------- |
| 1re     | 20 mars 1940 | 2 mai 1940    |
| 2e      | 24 mars 1941 | 10 avril 1941 |
| 3e      | 16 mars 1942 | 2 avril 1942  |
| 4e      | 5 mars 1943  | 2 avril 1943  |

## Membres

### Kings
| Circonscription | Membre de l'assemblée | Membre de l'assemblée                  | Parti                | Conseiller | Conseiller         | Parti        |
| --------------- | --------------------- | -------------------------------------- | -------------------- | ---------- | ------------------ | ------------ |
| 1er Kings       |                       | Herbert H. Acorn John R. McLean (1940) | Libéral Conservateur |            | Peter A. MacIsaac  | Libéral      |
| 2e Kings        |                       | Harry H. Cox                           | Libéral              |            | James P. McIntyre  | Libéral      |
| 3e Kings        |                       | John Mustard                           | Libéral              |            | H. Francis MacPhee | Conservateur |
| 4e Kings        |                       | John A. Campbell                       | Libéral              |            | Montague Annear    | Libéral      |
| 5e Kings        |                       | William Hughes                         | Libéral              |            | George E. Saville  | Libéral      |

### Prince
| Circonscription | Membre de l'assemblée | Membre de l'assemblée | Parti   | Conseiller | Conseiller               | Parti        |
| --------------- | --------------------- | --------------------- | ------- | ---------- | ------------------------ | ------------ |
| 1er Prince      |                       | Aeneas Gallant        | Libéral |            | Thane Alexander Campbell | Libéral      |
| 2e Prince       |                       | George Hilton Barbour | Libéral |            | William H. Dennis        | Libéral      |
| 3e Prince       |                       | Marin Gallant         | Libéral |            | Thomas M. Linkletter     | Libéral      |
| 4e Prince       |                       | C. Cleveland Baker    | Libéral |            | Horace Wright            | Libéral      |
| 5e Prince       |                       | Edward P. Foley       | Libéral |            | Brewer Waugh Robinson    | Conservateur |

### Queens
| Circonscription | Membre de l'assemblée | Membre de l'assemblée         | Parti        | Conseiller | Conseiller                                         | Parti        |
| --------------- | --------------------- | ----------------------------- | ------------ | ---------- | -------------------------------------------------- | ------------ |
| 1er Queens      |                       | Donald N. McKay               | Libéral      |            | W. F. Alan Stewart                                 | Libéral      |
| 2e Queens       |                       | Angus McPhee George C. Kitson | Libéral      |            | Bradford William LePage Alexander Wallace Matheson | Libéral      |
| 3e Queens       |                       | Russell C. Clark              | Libéral      |            | Mark MacGuigan, Sr.                                | Libéral      |
| 4e Queens       |                       | Dougald MacKinnon             | Libéral      |            | John Walter Jones                                  | Libéral      |
| 5e Queens       |                       | W. F. Alan Stewart            | Conservateur |            | William J.P. MacMillan                             | Conservateur |